# Provincia El Tarf
Provincia El Tarf (în arabă ولاية تسمسيلت) este o unitate administrativă de gradul I (wilaya) a Algeriei. Reședința sa este orașul El Tarf.